# بول برادشو (لاعب كرة قدم)
بول برادشو (بالإنجليزية: Paul Bradshaw)‏ هو لاعب كرة قدم بريطاني، ولد في 28 أبريل 1956 في آلترنكهام في المملكة المتحدة. شارك مع منتخب إنجلترا تحت 21 سنة لكرة القدم. أما مع النوادي، فقد لعب مع بلاكبيرن روفرز ونادي بريستول روفيرز ونادي بيتربورو يونايتد ونادي كيترينغ تاون ونيوبورت كونتي ووست بروميتش ألبيون ووولفرهامبتون واندررز.